# Ekmaniopappus mikanioides
Ekmaniopappus es un género monotípico de plantas herbáceas perteneciente a la familia de las asteráceas. Su única especie: Ekmaniopappus mikanioides, es originaria de la Hispaniola, distribuyéndose por República Dominicana y Haití.

## Taxonomía
Ekmaniopappus mikanioides fue descrita por (Urb. & Ekman) Borhidi   y publicado en Acta Botanica Hungarica 37: 111. 1992.
Etimología
Ekmaniopappus: nombre genérico otorgado en honor del botánico sueco Erik Leonard Ekman.
mikanoides: epíteto latíno compuesto que significa "similar a Mikania".
Sinonimia
- Herodotia mikanioides Urb. & Ekman basónimo[3]